# Угроза подтверждения стереотипа
Угроза подтверждения стереотипа (англ. stereotype threat) — психологический эффект, изучаемый в рамках социальной психологии и заключающийся в том, что стереотип может оказывать негативное влияние на поведение человека, который считает себя принадлежащим этому стереотипу. В некоторых ситуациях человек может чувствовать, что другие судят его по негативному стереотипу, присущему его социальной группе, или опасаться сделать что-то, что может подтвердить образ стереотипа. Как следствие, это может привести к снижению производительности этого человека в областях, в которых он лично заинтересован.
Угроза подтверждения стереотипа затрагивает множество областей и социальных групп. В зависимости от контекста он проявляется по-разному, исследователями разработаны стратегии по противодействию его влиянию.
Эффект был обнаружен Клодом Стилом и Джошуа Аронсоном в 1995 году. Они исследовали случаи недооценки интеллекта у представителей этнических меньшинств, таких как афроамериканцы. Долгое время в США был стереотип о том, что белые люди умнее темнокожих. Стила и Аронсона интересовало, насколько это убеждение влияет на интеллектуальные достижения самих представителей стереотипа. Их исследование показало, что результаты выполнения сложной устной задачи были хуже тогда, когда темнокожие студенты считали, что эта задача предназначена для измерения их интеллекта.